# Pehr Waernmark
Pehr Karl Adam Waernmark, född 3 november 1883 i Klara församling, Stockholm, död 22 november 1936 i Söderhamn, var en svensk stadsfiskal.
Pehr Waernmark, som var son till extra polismannen Karl Peter Erland Waernmark och Selma Adelaide Hildegard Theresia Lundin, avlade studentexamen i Linköping 1901 och juridisk-filosofisk examen 1902. Han tjänstgjorde vid landsstaten och innehade förordnanden som landskanslist, länsman och stadsfiskal 1905–1915 och var stadsfiskal i Söderhamns stad från 1917. Han var ledamot av styrelsen för Föreningen Sveriges Stadsfiskaler, och var där vice ordförande 1932 och ordförande 1933.